# Christos Gravius
Christos Emil Gravius, född 14 oktober 1997 i Solna, är en svensk fotbollsspelare som spelar för Degerfors IF.

## Karriär
Gravius moderklubb är IFK Viksjö. Han gick som tioåring över till AIK. Den 24 november 2013 debuterade Gravius för A-laget i en träningsmatch mot Flora Tallinn, där han byttes in i den 80:e minuten i en AIK-vinst (4–3).
Den 27 oktober 2014 skrev Gravius på sitt första A-lagskontrakt, ett treårsavtal med start i januari 2015. Han gjorde sin allsvenska debut den 12 juli 2015 i en 4–1-vinst över GIF Sundsvall, där Gravius byttes in i den 87:e minuten mot Ebenezer Ofori. I september 2015 lånades Gravius ut till Vasalunds IF. I januari 2017 förlängde Gravius sitt kontrakt i AIK med fyra år. I mars 2017 lånades Gravius ut till Jönköpings Södra IF.
I januari 2018 lånades Gravius ut till Degerfors IF på ett låneavtal över hela säsongen 2018. I februari 2019 lånades Gravius ut på nytt till Degerfors IF, denna gång på ett låneavtal fram till den 15 juli 2019. Den 10 december 2019 skrev han på ett tvåårskontrakt med Degerfors. Gravius spelade 28 ligamatcher och gjorde tre mål under säsongen 2020, då Degerfors IF blev uppflyttade till Allsvenskan. I december 2021 förlängde han sitt kontrakt med två år.
I januari 2024 värvades Gravius av grekiska Athens Kallithea. I juli 2024 blev han klar för en återkomst i Degerfors IF och skrev på ett 1,5-årskontrakt med klubben.